# Klon (Informationstechnik)
In der Informationstechnik ist ein Klon oder auch eine sogenannte Reimplementierung eine Hardware oder ein Software-System, welches entwickelt wurde, um ein anderes System genau nachzubilden.
Von einem Klon wird typischerweise dann gesprochen, wenn dieser mit dem vorbildgebenden Produkt noch direkt auf dem kommerziellen Markt konkurriert. Handelt es sich jedoch um die Nachbildung eines obsoleten oder aufgegebenen Produkts (ohne Marktpräsenz), wird im Englischen von einem Remake gesprochen, als Spezialfall eines Klons.
Klone und „Remakes“ werden aus unterschiedlichen Gründen erstellt: Wettbewerb, Standardisierung, Verfügbarkeit und auch als Hommage. Kompatibilität mit dem vorbildgebenden System ist gewöhnlich der Zweck geklonter Hardware oder Low-Level-Software wie Betriebssysteme.

## Hardware

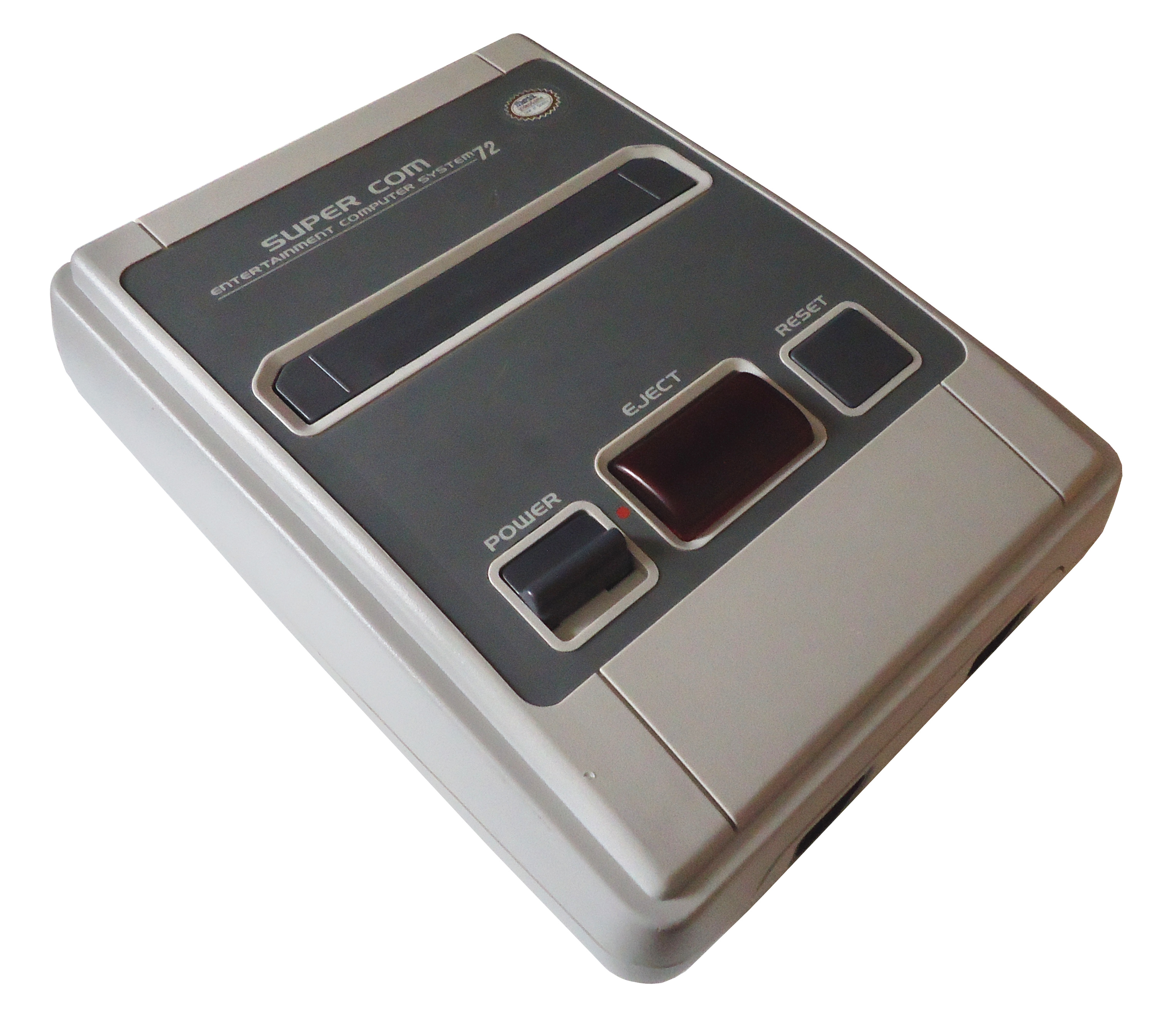
„Supercom famiclone“ wurde so gestaltet, dass es wie ein Super Famicom aussieht und gleichzeitig mit allen NES-Modulen kompatibel ist

Als IBM den IBM PC 1981 ankündigte, entschieden andere Firmen wie Compaq, Klone auf Basis der IBM-Spezifikation oder durch Reverse Engineering zu erstellen. Da die meisten Komponenten, außer dem PC BIOS, frei verfügbar waren, musste Compaq nur das BIOS per „reverse engineering“ entwickeln. Der Begriff „PC Klon“, um IBM-PC-kompatible Computer zu beschreiben, entstand zu dieser Zeit. Diese Klasse von Computern wird seit den 1990ern jedoch nur noch einfach PCs genannt. Auch vom Apple II gab es Nachbauten, siehe Liste der Apple-II-Klone.
Im Konsolenbereich war das Nintendo Entertainment System aufgrund seiner lang anhaltenden Popularität eines der am häufigsten geklonten Systeme überhaupt. Miniaturisierte Retro-Konsolen-Nachbildungen mit vorinstallierten Spielen wie der Nintendo Classic Mini: Nintendo Entertainment System stammen jedoch wiederum vom Hersteller des Originals selbst.
Im Zuge des Retrocomputing wird Hardware etwa von populären Heimcomputern wie dem Amiga lange nach dessen kommerziellen Ende mit dem Ziel der Binärkompatibilität geklont.

## Software

### Betriebssysteme
Ein Beispiel, in dem ein ganzes Betriebssystem binärkompatibel entworfen wird, ist das ReactOS-Projekt, welches versucht, einen Klon von Windows zu erstellen. Ziel ist es dabei, alte Software lauffähig zu halten. Die Idee ist jedoch nicht neu. Schon mit der Berkeley Software Distribution existiert ein freier Unix-Klon, der Ende der 70er-Jahre als Abspaltung des kommerziellen AT&T UNIX an der University of California, Berkeley entstand und heute eine ganze Klasse von Betriebssystemen umfasst.

### Computerspiele
Seit der Existenz von Computerspielen werden erfolgreiche Konzepte und Spiele häufig geklont. Als Beispiel, das Genre-bildende First-Person-Shooter Doom führte in den 1990ern zu einer Welle von auch sogenannten Doom-Klonen (später nur noch als First-Person-Shooter bezeichnet). In den 2000er Jahren führte das Actionspiel Grand Theft Auto zu der Erstellung vieler Grand-Theft-Auto-Klone. Ein weiteres prominentes Beispiel für häufig nachgeahmte Computerspiele ist das Sandbox-Spiel Minecraft.
Die Open-Source-Software-Gemeinde hat ebenfalls eine umfassende Tradition, Klone von kommerziell-proprietären Spieletiteln zu erstellen. Beispiel sind SuperTuxKart, ein Mario-Kart-Klon sowie der Anno-Klon Unknown Horizons, der vormals OpenAnno hieß. 0 A.D. orientiert sich konzeptionell stark an Age of Empires. Bekannte Reimplementierungen sind auch OpenRA und Renegade X, die Titel der Command & Conquer Reihe neu auflegen. OpenTTD hingegen ist eine präzise Nachentwicklung des Originals Transport Tycoon.
Ein Teil dieser Klone sind Reimplementierungen von Computerspielen, welche aus der Nutzergemeinde als Teil des Retrogamings kommen, auch um dem Kompatibilitätsproblem oder einfach der Nicht-Verfügbarkeit (Abandonware) der Originale zu begegnen. Beispiele sind Return to the Roots, OpenMW oder CorsixTH und OpenXcom.
Der Übergang zu Fangames wie „Maniac Mansion Deluxe“ ist dabei manchmal fließend. Solche nicht-autorisierten, aber nicht-kommerziell motivierten Fanwerke, befinden sich in einer rechtlichen Grauzone und werden von den Rechteinhabern teilweise (wohlwollend) ignoriert, teilweise auch mit Unterlassungserklärungen überzogen, dies passierte beispielsweise 2004 einem Chrono Trigger Fan-Projekt und der Fangruppe Lucasfan Games als auch einem Super Mario 64 Fan-Remake 2015. Im Vorfeld der Veröffentlichung der Grand Theft Auto: The Trilogy – The Definitive Edition ging Take 2 Interactive gegen Fanprojekte vor, da der Publisher sein eigenes Remake in Entwicklung hatte und durch Dekompilierung sowie Modding Urheberrechte verletzt sah. Ebenso ging Blizzard Entertainment gegen FreeCraft (heute Stratagus) wegen Markenrechtsverletzung vor. Auch gegen Reimplementierungen ihres Battle.net Dienstes zog Blizzard vor Gericht.